# 世界青年競技體操錦標賽
FIG世界青年競技體操錦標賽或FIG競技體操世界青年錦標賽是一項由國際體操總會（FIG）舉辦的競技體操比賽。首屆賽事於2019年6月在匈牙利焦爾舉行。隨後的錦標賽將從2021年起在奇數年每兩年舉行一次。由於嚴重特殊傳染性肺炎疫情的影響，2021年的賽事取消。下一屆錦標賽定於2023年舉行。
符合參賽條件的是14至15歲的女選手和16至17歲的男選手。（還有一項建議是讓18歲的男孩在當年的世界錦標賽上保持青年層級。如果他們選擇參加青年世錦賽，他們將無法參加成年世錦賽，反之亦然。該提案將在2020年5月在納米比亞舉行的FIG理事會會議上討論）
青年世錦賽的比賽項目由8個男子項目（團體、全能、地板體操、鞍馬、吊環、跳馬、單槓、雙槓）與6個女子項目（團體、全能、地板體操、跳馬、高低槓、平衡木）共有14個項目。

## 歷屆賽事
| 年   | 屆    | 主辦城市 | 國家   | 項目（男子/女子） | 獎牌榜首位 | 獎牌榜第二名 | 獎牌榜第三名 |
| ---- | ----- | -------- | ------ | ----------------- | ---------- | ------------ | ------------ |
| 2019 | 第1屆 | 焦爾     | 匈牙利 | 8 / 6             | 俄羅斯     | 日本         | 乌克兰       |
| 2023 | 第2屆 | 安塔利亚 | 土耳其 | 8 / 6             | 日本       | 義大利       | 中國         |